# Цветочная терапия Баха
Цветочная терапия Баха (флоротерапия) — методика альтернативной медицины, разработанная английским врачом-гомеопатом Эдвардом Бахом в 1930-х годах. Суть терапии заключается в лечении болезней и недугов человека посредством цветочных эссенций, которые приготавливаются не гомеопатическим способом, а двумя методами: солнечный или кипячение. Бах считал, что по принципу родства между различными цветами, можно определить, какие именно растения помогают при тех или иных заболеваниях, существует даже строгая иерархия, исходя из которой должно назначаться лечение. Однако систематические наблюдения за клиническими испытаниями цветочных растворов Баха не позволили выявить никакой эффективности, кроме эффекта плацебо.

## Описание
Лечебные растворы цветов Баха состоят из воды и бренди в отношении 50:50 в которых настаивается заранее помещенный цветок. Эта смесь носит название «материнская настойка». Однако в продаваемых в магазинах эссенциях чаще всего используется обычный спирт. Растворы не имеют характерного запаха или вкуса растения из-за содержания большого количества воды и спирта (бренди). Каждый цветок (растение) отвечает за лечение того или иного недуга (например, стресс, тревога, отчаяние, уныние и ряд других).

## 38 цветов Баха
- Репешок
- Осина
- Бук
- Золототысячник
- Цератостигма
- Алыча
- Почка каштана
- Цикорий
- Ломонос
- Дикая яблоня
- Вяз
- Горечавка
- Утёсник
- Вереска
- Падуб
- Жимолость
- Граб
- Бальзамин
- Лиственница
- Губастик
- Горчица
- Дуб
- Олива
- Сосна
- Красный каштан
- Скальная роза
- Горная вода
- Дивала
- Звезда Вифлеема
- Сладкий каштан
- Вербена
- Виноградная лоза
- Грецкий орех
- Водная фиалка
- Белый каштан
- Дикий овес
- Дикая роза
- Ива[1]

## Эффективность
Наиболее вероятным действием цветочных средств является плацебо, усиленное интроспекцией эмоционального состояния пациента или просто выслушиванием ощущений пациента от применения эссенций практикующим врачом. Сам акт выбора и принятия лекарства уже может действовать как успокаивающий ритуал.
Суть использования цветочных эликсиров, по мнению самого Эдварда Баха, заключается в том, чтобы предупредить физические заболевание нахождением душевного баланса. Каждый из цветов Баха соответствует определенному душевному состоянию. Врачу необязательно самому назначать лекарство. Как утверждал Бах, каждый человек сам способен выбрать необходимую ему эссенцию, опираясь на особенности своего характера. «Исцели себя сам» — вот основной принцип цветочной терапии.

## Применение
Каждый раствор используется отдельно или в сочетании с другими растворами. Обычно применяются внутрь по каплям.
Различают три уровня применения цветочных эликсиров Баха:
- профилактика душевного здоровья
- экстренное лечение в случаях психических стрессов и жизненных кризисов
- сопутствующее лечение острых и хронических заболеваний

Каждое растение способно, по утверждениям Баха, вылечить то или иное заболевание, облегчить душевное состояние человека. Однако помимо 38 цветочных эссенций, существует еще и комплексный препарат, носящий название Rescue Remedy(Спасение). Он способен воздействовать на личность любого типа, используется в крайних случаях, в острых стрессовых ситуациях, когда взаимодействие души, тела и духа человека находятся под угрозой. Прием Rescue Remedy должен за несколько минут вызвать активизацию механизмов физического самоизлечения, эмоциональную стабилизацию, физическое и психическое расслабление.